# Heden, Leksands socken
Heden är en småort i Leksands socken, Leksands kommun i Dalarna. SCB benämner småorten Heden och Lissheden

## Historia
Hedens historia är något oklar. I de äldsta skattelängderna 1539 och 1541 redovisas en Erik Persson i Heden. Byn saknas därefter, men återkommer 1571. Det verkar som personerna i Heden dessemellan redovisats under den nu försvunna byn Spaxboda. En del år redovisas också personer under byn Dammen, som numera uppgått i Heden. 
1668 finns här 5 hushåll, och på Holstenssons karta från samma år anges byn under namnet Brömsheden med 5 gårdstecken. Jaktplanskartan från 1697 har hela 15 gårdsmarkeringar i Heden. Byn har även gått under namnet Mackheden. 
1766 upptar mantalslängden 21 hushåll i Heden, och 1816 är antalet hushåll uppe i 32. Enligt storskifteskartan fanns 35 gårdar i Heden. Karl Erik Forslund nämner att byn hade 12 mindre skvaltkvarnar. På 1860-talet uppfördes den ännu i drift varande Gärds kvarn som andelskvarn av bönderna i byn. Här fanns tidigare en hammarsmedja driven av två smeder från Aspeboda.
1883 fick byn eget mejeri, ett av de äldsta i Leksandsbygden.

## Mordet i Heden
Byn är annars känd för ett dubbelmord som begicks där natten före lucia i december 1909. Det äldre paret Daniel och Kerstin Dunder som bodde i byn blev mördade i sitt hem. Mordet är känt som "Svarta hästen-mordet" eftersom en av de inblandade var en luffare som kallades just Svarta hästen.